# Krevese
Krevese este o comună din landul Saxonia-Anhalt, Germania.